# أبويان تاشي
أبويان تاشي (بالإنجليزية: Apoyan Tachi)‏ الأب السماوي لشعب بويبلو زوني في أمريكا الشمالية. إنه مع الأم الأرض Awitelin Tsta مسؤول عن كل الحياة القائمة في الأرض.

## معرض صور

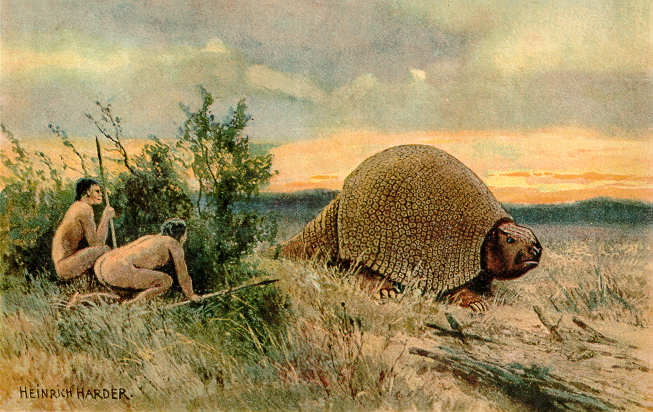
رسم توضيحي للسكان الأصليين وهم يصطادون غليبتودون.
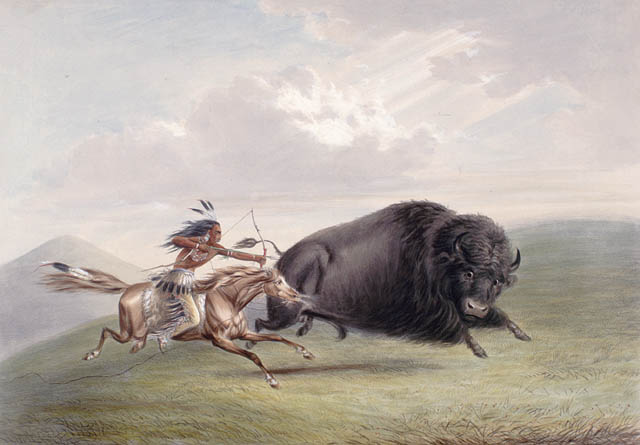
مطاردة البيسون يصورها جورج كاتلين.
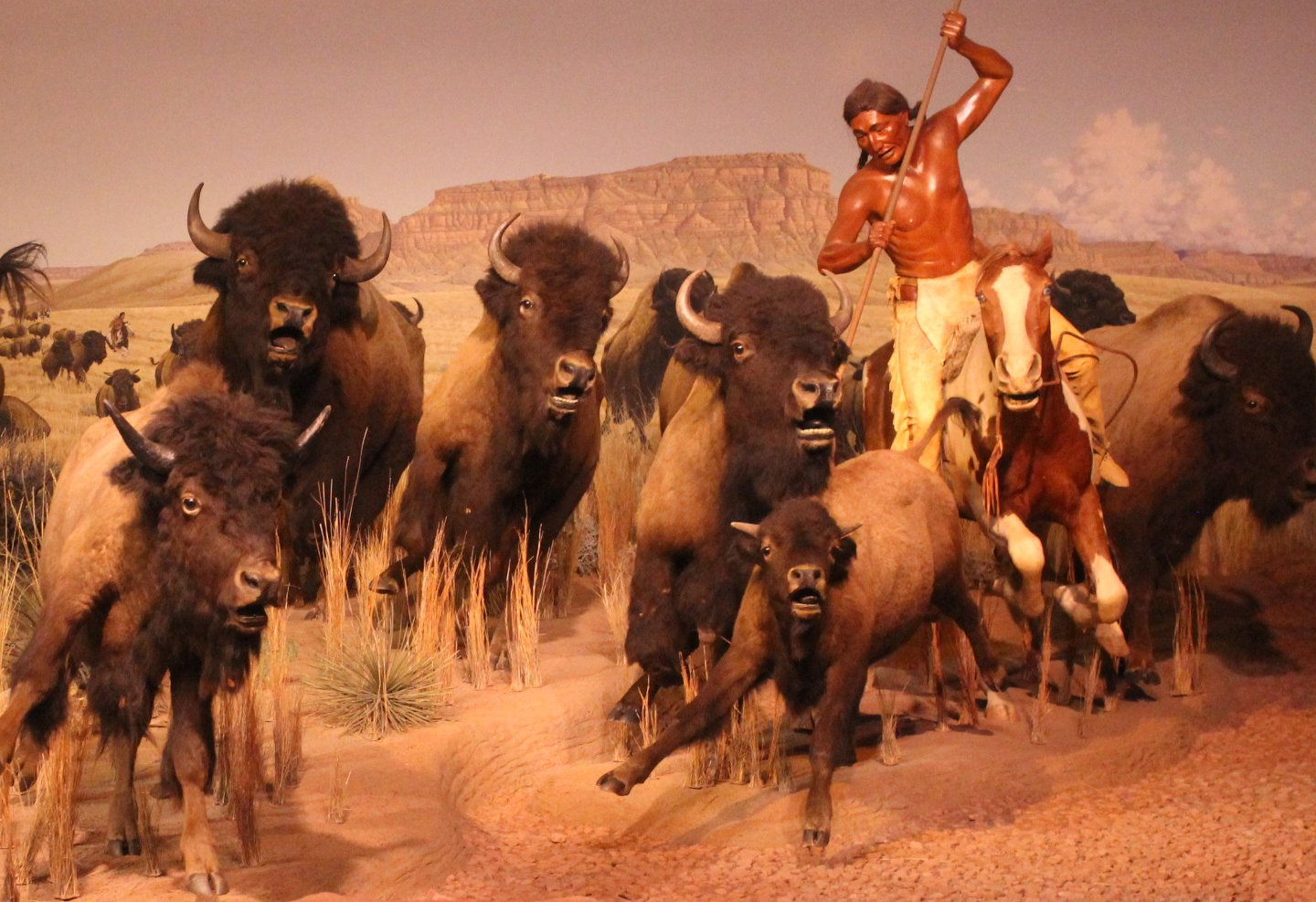
مطاردة حيوان البيسون من قبل أحد السكان الأصليين.
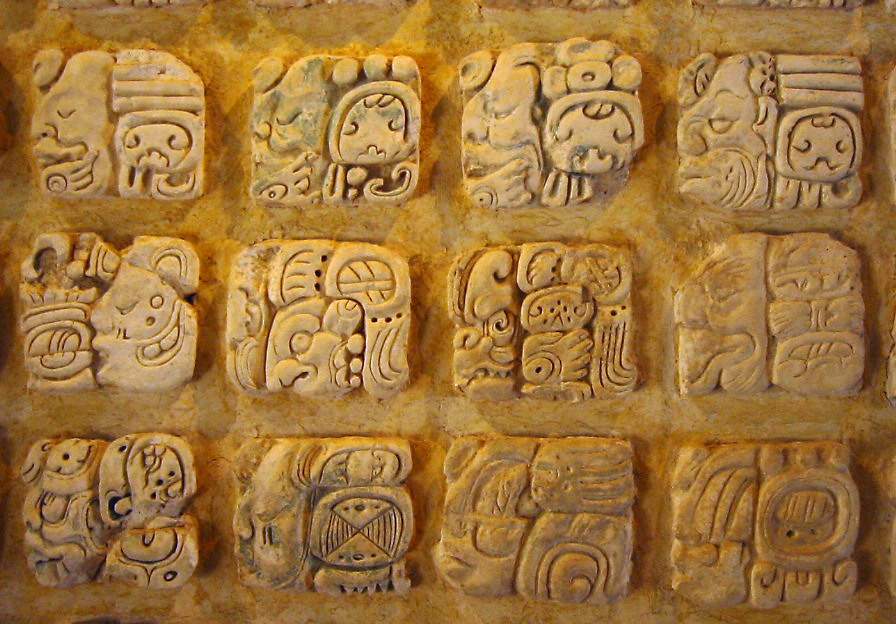
صورعلى الجص من المايا في متحف Sitio في بالينكو، المكسيك.
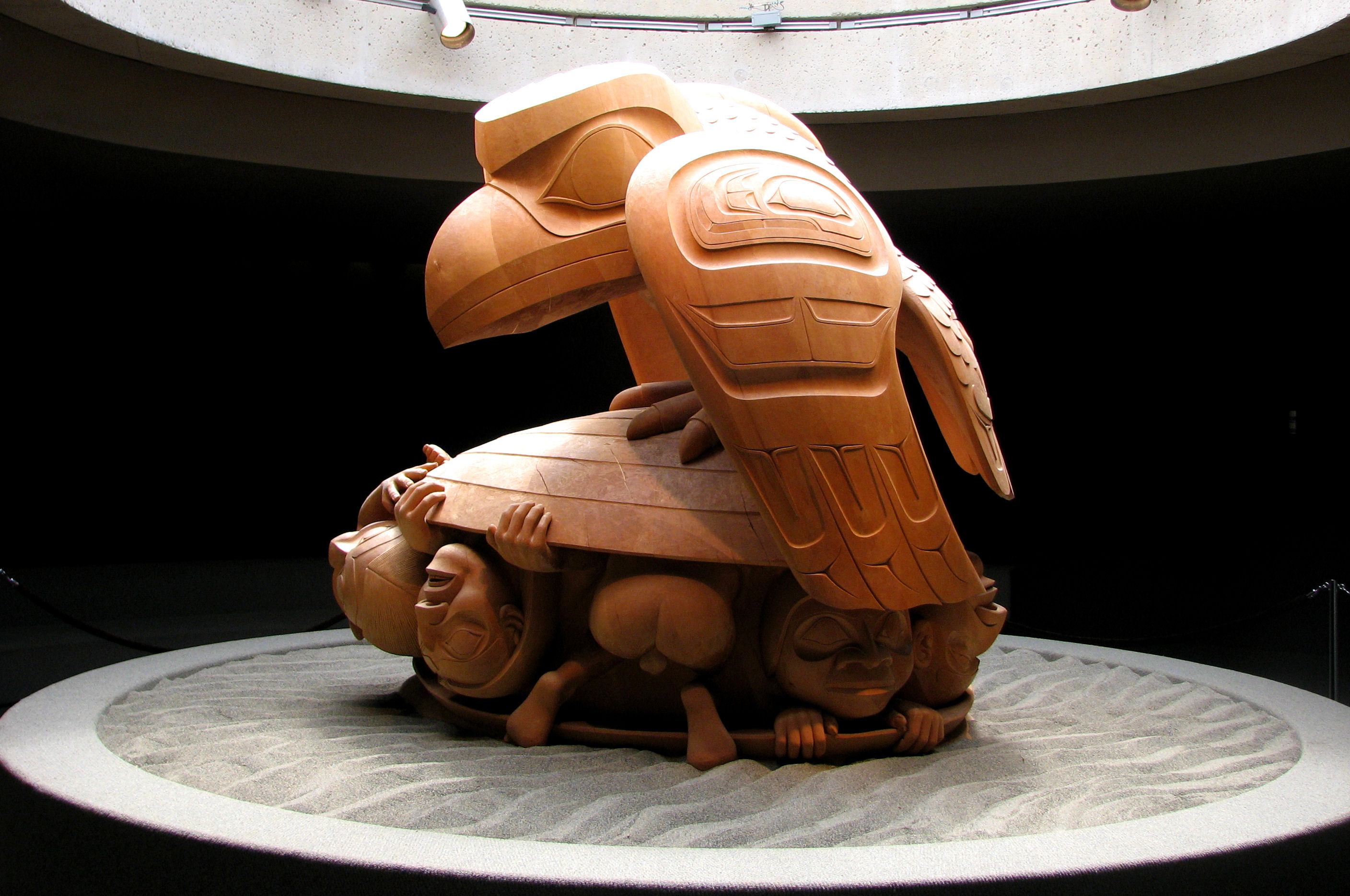
الغراب والرجل الأول. يمثل الغراب شخصية المحتال المشترك في العديد من الأساطير.